# Gaston Hulin
Gaston Pierre Auguste Hulin (Poitiers, 24 luglio 1882 – Campo di concentramento di Gross-Rosen, 29 novembre 1944) è stato un politico francese, eletto due volte deputato per il partito radicale-socialista all'Assemblea nazionale nella XIII e XV Legislatura, fu sottosegretario alla guerra nel I governo di Edouard Daladier. Rimasto coinvolto nell'Affare Stavisky fu costretto ad abbandonare la vita politica. Dopo la resa della Francia, nel giugno 1940, aderì alla reta di resistenza creata da Louis Renard, venendo successivamente arrestato dai tedeschi. Mort pour la France.

## Biografia
Nacque a Poitiers il 24 luglio 1882, all'interno di una modesta famiglia, suo padre era meccanico sulla ferrovia Parigi-Orléans. Durante la prima guerra mondiale e prima di entrare in politica, fu avvocato presso il foro di Poitiers e giornalista. Fu eletto deputatoall'Assemblea Nazionale nella XIII Legislatura, circoscrizione di Vienne,  il 1 giugno 1924 per il Groupe radical-socialiste (RRRS).  Non fu rieletto alle successive elezioni. Fu consigliere comunale a Poitiers tra il 1925 e il 1929, e vicepresidente del consiglio generale del dipartimento di Vienne.
Rientrò in Parlamento il 1 giugno 1932, rieletto deputato per la circoscrizione di Vienne nella XV Legislatura. Fu nominato Sottosegretario di stato alla guerra nel primo governo di Edouard Daladier il 31 gennaio 1933, cosa che provocò scandalo tra i veterani di guerra in quanto non aveva partecipato al conflitto. 
I suoi detrattori scoprirono e pubblicizzarono che era stato coinvolto in un affare di frode. Il 4 giugno 1933 fu rimosso dall'albo degli avvocati e dieci giorni dopo si dimise dal governo. Nel 1934 fu nuovamente coinvolto nell'affare Stavisky, venendo processato per questo coinvolgimento a Rouen nel maggio 1935, dove la pubblica accusa fu rappresentata da Edmond Miniac. Nelle elezioni del 1936 si candidò nuovamente a Poitiers per il Fronte popolare, ma venne sconfitto cadendo definitivamente in disgrazia. Dopo la sconfitta della Francia nel giugno 1940, si unì alla Resistenza entrando nella rete creata da Louis Renard. Arrestato nel 1942, fu deportato nel carcere di Wolfenbüttel e poi da lì trasferito nel campo di concentramento di Gross-Rosen. Secondo il suo ex compagno di cella Henri Auroux, morì il 3 dicembre 1944 sotto le percosse delle guardie dopo essere caduto per la stanchezza.